# Districte d'Ilava
El districte d'Ilava - (eslovac) Okres Ilava - és un dels 79 districtes d'Eslovàquia. Es troba a la regió de Trenčín. Té una superfície de 358,5 km², i el 2013 tenia 60.428 habitants. La capital és Ilava.

## Demografia
| Godina             | 1994   | 2004   | 2014   | 2024   |
| ------------------ | ------ | ------ | ------ | ------ |
| Nombre de persones | 62.205 | 61.422 | 60.194 | 56.647 |
| Diferència         |        | −1,25% | −1,99% | −5,89% |

| Godina             | 2023   | 2024   |
| ------------------ | ------ | ------ |
| Nombre de persones | 56.920 | 56.647 |
| Diferència         |        | −0,47% |

## Llista de municipis

### Ciutats
- Ilava
- Dubnica nad Váhom
- Nová Dubnica

### Pobles
Bohunice | Bolešov | Borčice | Červený Kameň | Dulov | Horná Poruba | Kameničany | Košeca | Košecké Podhradie | Krivoklát | Ladce | Mikušovce | Pruské | Sedmerovec | Slavnica | Tuchyňa | Vršatské Podhradie | Zliechov